# Квинт Цецилий Метелл Балеарский
Квинт Цеци́лий Мете́лл Балеа́рский (лат. Quintus Caecilius Metellus Balearicus; умер после 115 года до н. э.) — древнеримский военачальник и политический деятель из плебейского рода Цецилиев Метеллов, консул 123 года до н. э., цензор 120 года до н. э.. Завоевал Балеарские острова.

## Происхождение

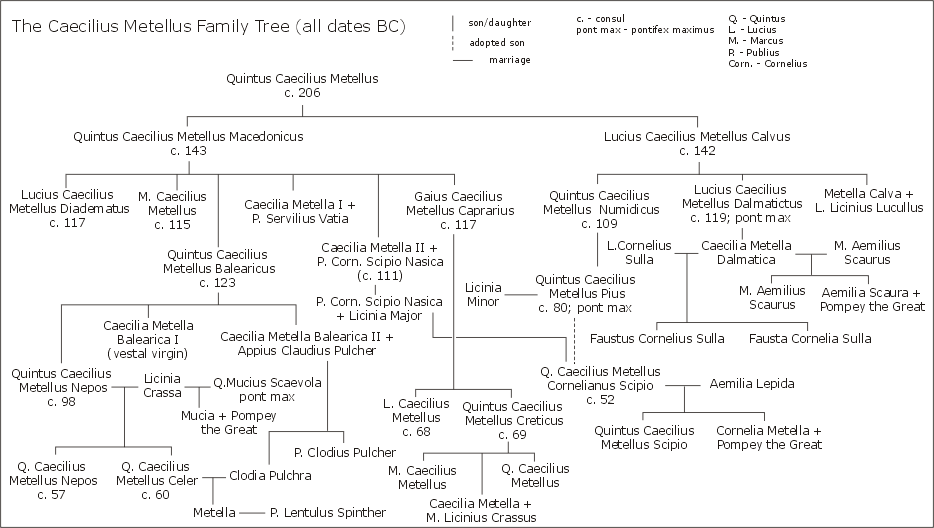
Цецилии Метеллы

Квинт Цецилий принадлежал к влиятельному плебейскому роду Цецилиев Метеллов, происходившему, согласно легенде, от сына бога Вулкана Цекула, основателя города Пренесте. Метеллы вошли в состав сенаторского сословия в начале III века до н. э.: первый консул из этого рода был избран в 285 году до н. э. Метелл Балеарский был старшим из четырёх сыновей Квинта Цецилия Метелла Македонского; родным дядей ему приходился Луций Цецилий Метелл Кальв, а двоюродными братьями соответственно Луций Цецилий Метелл Далматийский и Квинт Цецилий Метелл Нумидийский.

## Биография
Впервые Квинт Цецилий упоминается в источниках в связи с событиями 129 года до н. э. Тогда умер Публий Корнелий Сципион Эмилиан, главный политический противник Метелла Македонского; последний, несмотря на былую вражду, приказал своим сыновьям принять участие в выносе тела.
В последующие годы многочисленные Метеллы начали один за другим занимать консульскую должность, что сделало их самой могущественной семьёй Рима. Первым консулом в этом поколении стал Квинт Цецилий как самый старший по возрасту. Учитывая требования закона Виллия, установившего минимальные временные промежутки между магистратурами, исследователи датируют самое позднее 126 годом до н. э. его претуру, а в 123 году до н. э. Квинт получил консулат, совместно с патрицием Титом Квинкцием Фламинином.
Провинцией Метелла стали Балеарские острова. Жители этого архипелага в Западном Средиземноморье занимались пиратством, так что римский сенат решил их усмирить. Согласно Луцию Аннею Флору, при высадке римляне были обстреляны балеарскими пращниками, но в ближнем бою одержали лёгкую победу. После этого в течение двух лет Квинт Цецилий завоевал все острова (Орозий пишет в связи с этим о «великой резне») и основал ряд городов (включая Пальму и Полленцию), которые заселил выходцами из Италии и Испании. В 121 году до н. э. он вернулся в Рим и был удостоен за свои победы триумфа и агномена Балеарский. Уже в 120 году до н. э. Метелл был избран на должность цензора, увенчавшую его карьеру; источники отмечают, что всех этих выдающихся почестей он удостоился ещё при жизни отца.
Кто-то из Метеллов помог стать народным трибуном на 119 год до н. э. своему клиенту Гаю Марию, а позже попытался помешать одной его законодательной инициативе и за это даже был на время арестован. Некоторые исследователи полагают, что это был Метелл Балеарский, другие склоняются в пользу Метелла Далматийского. Равным образом неясно, был ли именно Балеарский тем Метеллом, который первым поставил свою подпись под сенатским постановлением относительно греческого города Адрамиттия.

## Потомки
У Квинта был сын, Квинт Цецилий Метелл Непот, консул 95 года до н. э., и дочь, которую исследователи долгое время считали женой Аппия Клавдия Пульхра, консула 79 года до н. э. Сейчас преобладает мнение, что Пульхр был женат на другой Метелле.